# Ruta 114 (Costa Rica)
La Ruta 114, oficialmente Ruta Nacional Secundaria 114, es una ruta nacional de Costa Rica ubicada en la provincia de Heredia.

## Descripción
En la provincia de Heredia, la ruta atraviesa el cantón de Barva (los distritos de San Pablo, San José de la Montaña), el cantón de Santa Bárbara (el distrito de Jesús).